# Ernesto Riquelme
Ernesto Riquelme Venegas (Santiago, 14 de abril de 1852-a bordo de la «Esmeralda» durante el Combate Naval de Iquique, 21 de mayo de 1879) fue un marino y bombero chileno.

## Biografía
Sus padres fueron José Riquelme Oróstegui, el primer taquígrafo de Chile, y la profesora Bruna Venegas García. Hermano mayor de Daniel Riquelme Venegas.
Estudió en el Instituto Nacional hasta 1870, donde colaboró en el periódico escolar "El Alba", especializado en artículos literarios. Poseía un marcado aire romántico, así como una marcada afición por las artes, como la música y la poesía.
Un episodio que marcó su vida ocurrió en 1862, cuando viajó con su madre a Valparaíso para visitar a una amiga. En la casa de ésta vio una maqueta de la «Esmeralda». Quedó tan fascinado con ella, que tuvieron que regalársela.
Por ello, abandonó sus estudios de Derecho e ingresó a la Escuela Naval el 14 de abril de 1874. Allí se graduó de guardiamarina.
El 18 de noviembre de 1876, se embarcó en el "Almirante Cochrane", al mando del capitán de navío Enrique Simpson Baeza, rumbo a Gran Bretaña.
El 5 de abril de 1879, se declara la guerra del Pacífico. Riquelme, ya reincorporado a la Armada, es enviado a la "Esmeralda" para participar en el bloqueo de Iquique, el 20 de mayo de 1879. Debido a esto, le toca participar en el Combate Naval de Iquique.
Al día siguiente, los buques peruanos Huáscar e Independencia, llegan a interrumpir el bloqueo. Tras una feroz resistencia, la "Esmeralda" finalmente es hundida.
Mientras el barco se sumergía, Riquelme, que atendía la artillería de popa, cargó un cañón y aferrándose a la borda y sin arriar la bandera nacional, disparó el último cañonazo del combate. Falleció ahogado.
En la vida civil, perteneció como voluntario de bomberos a la segunda compañía de bomberos de Santiago "Esmeralda"